# Protonefrydium
Protonefrydium (l.mn. protonefrydia) – pierwotny, prymitywny narząd wydalniczy, zamknięty od strony ciała występujący u larw i dorosłych przedstawicieli płazińców (Platyhelminthes), kolczugowców (Loricifera) oraz u niektórych pierścienic (Annelida). Ma postać kanalików rozmieszczonych w parenchymie (pierwotnej tkance łącznej) zakończonych komórkami płomykowymi (nazwa od kształtu).